# Bohdalovský potok
Bohdalovský potok är ett vattendrag i Tjeckien. Det ligger i den centrala delen av landet, 130 km sydost om huvudstaden Prag.